# Сальников, Виктор Иванович
Виктор Иванович Сальников (род. 28 марта 1938) — российский политический деятель. Депутат Государственной Думы второго созыва (1995—1999).

## Биография
Окончил Пензенский сельскохозяйственный институт, кандидат сельскохозяйственных наук. Перед избранием в Государственную Думу работал директором совхоза «Лермонтовский» Белинского района Пензенской области.
Депутат Государственной Думы Федерального Собрания РФ второго созыва (1995—1999), был членом фракции КПРФ, членом Комитета по Регламенту и организации работы Государственной Думы.